# Alnus pendula
Alnus pendula är en björkväxtart som beskrevs av Jinzô Matsumura. Alnus pendula ingår i släktet alar, och familjen björkväxter. Inga underarter finns listade.